# Comme on s'aime
"Comme on s'aime" (tradução portuguesa: "Como nós nos amamos") foi a canção que representou o Mónaco no Festival Eurovisão da Canção 1972, interpretada em francês por Peter McLaine & Anne-Marie Godart. Foi a 15.ªa canção a ser interpretada aa noite do evento (a seguir à canção sueca "Härliga Sommardag", interpretada pela banda Family Four e antes da canção belga "À la folie ou pas du tout", interpretada por Serge & Christine Ghisoland). No final, terminou em 16.º lugar (18 países), recebendo um total de 65 pontos.

## Autores
- Letra: Jean Drejac
- Música e orquestração: Raymond Bernard

## Letra
A canção é um dueto, na qual os dois cantores descrevem a devoção que eles sentem um pelo outro. Eles explicam que, apesar de ser "o mesmo velho sujeito", eles ainda encontram o seu amor fresco todos os dias.